# Zeche Stänkersgatt
Die Zeche Stänkersgatt in Essen-Kupferdreh-Byfang ist ein ehemaliges Steinkohlenbergwerk.

## Bergwerksgeschichte
Im Jahr 1802 baute die Zeche Wohlgemuth in den Flözen des Feldes Stänkersgatt. Ab 1804 war die Zeche Stänkersgatt für mehrere Jahre in Betrieb. Die abgebauten Kohlen wurden über die Ruhr verschifft. 1809 wurde im Feld Abbau betrieben, die Förderung erfolgte im Tagetrieb 1. Von 1813 bis 1815 waren der Tagetrieb 1 und der Tagetrieb 2 in Förderung. Im Jahr 1820 wurde zunächst abgebaut, ab Mai desselben Jahres wurde das Bergwerk in Fristen gelegt. Während dieser Zeit wurde nur notwendige Instandhaltungsarbeiten durchgeführt. Diese Arbeiten wurden vom zuständigen Schichtmeister durchgeführt. Ab 1826 wurden in der Grube wieder Ausrichtungsarbeiten getätigt. Ab Juli des darauffolgenden Jahres wurde wieder Kohle abgebaut, es wurden 22.738 ½ Scheffel Steinkohle gefördert. Ab August 1829 wurde das Bergwerk erneut in Fristen gelegt. Im Dezember 1830 wurde das Bergwerk wieder in Betrieb genommen. In diesem Jahr wurden mit fünf Bergleuten 532 Scheffel Steinkohle gefördert. Im Jahr darauf wurde das Bergwerk erneut in Fristen gelegt. 1832 wurde ein Versuchsschacht geteuft, jedoch wurde dieser Schacht bereits im Februar desselben Jahres wieder verfüllt. Noch im selben Jahr wurde die Zeche Stänkersgatt stillgelegt.